# Teoría de la red inmunitaria
La teoría de la red inmunitaria es una teoría de cómo funciona el sistema inmunológico adaptativo, que ha sido desarrollada desde 1974 principalmente por Niels Jerne y Geoffrey W. Hoffmann. La teoría establece que el sistema inmunológico es una red interactiva de linfocitos y moléculas que tienen regiones variables (V). Estas regiones V se unen no solo a cosas que son ajenas al vertebrado, sino también a otras regiones V dentro del sistema. Por lo tanto, el sistema inmunológico se ve como una red, con los componentes conectados entre sí mediante interacciones V-V.
Se ha sugerido que los fenómenos que describe la teoría en términos de redes también se explican mediante la teoría de la selección clonal.
El alcance de la teoría de la red simétrica desarrollada por Hoffmann incluye los fenómenos de tolerancia a dosis bajas y altas, reportados por primera vez para un solo antígeno por Avrion Mitchison, y confirmados por Geoffrey Shellam y Sir Gustav Nossal, la ayuda y funciones supresoras de las células T, la función de las células accesorias no específicas en las respuestas inmunitarias, y el fenómeno muy importante llamado I-J. Jerne recibió el Premio Nobel de Medicina o Fisiología en 1984 en parte por su trabajo hacia la teoría de la selección clonal, así como por su propuesta del concepto de red inmunitaria.
La teoría de la red inmunitaria también ha inspirado un subcampo de algoritmos de optimización similar a las redes neuronales artificiales.

## La teoría de la red inmune simétrica
Heinz Kohler participó en las primeras investigaciones de redes idiotípicas y fue el primero en sugerir que las interacciones de redes idiotípicas son simétricas. Desarrolló una teoría detallada de la red inmunitaria basada en interacciones simétricas estimulantes, inhibitorias y asesinas. Ofrece un marco para comprender una gran cantidad de fenómenos inmunológicos basados en un pequeño número de postulados. La teoría involucra las funciones de las células B que producen anticuerpos, las células T que regulan la producción de anticuerpos por las células B y las células accesorias no específicas (células A).
Los anticuerpos llamados IgG tienen dos regiones V y un peso molecular de 150.000. Un papel central en la teoría lo juegan los factores específicos de las células T, que tienen un peso molecular de aproximadamente 50.000, y se postula en la teoría que solo tienen una región V. Hoffmann ha propuesto que, para abreviar, los factores de células T específicos deberían denominarse tabs. Los tabs pueden ejercer un poderoso efecto supresor sobre la producción de anticuerpos IgG en respuesta a sustancias extrañas (antígenos). En la teoría de la red simétrica, los tabs pueden bloquear las regiones V y también tienen un papel estimulante cuando se unen a un receptor de tab en las células A. Las interacciones estimulantes simétricas se derivan del postulado de que la activación de las células B, las células T y las células A implica la reticulación de los receptores.
La teoría de redes simétricas se ha desarrollado con la ayuda de modelos matemáticos. Para exhibir memoria inmune a cualquier combinación de una gran cantidad de patógenos diferentes, el sistema tiene una gran cantidad de estados estables estables. El sistema también puede cambiar entre estados estacionarios como se ha observado experimentalmente. Por ejemplo, dosis bajas o altas de un antígeno pueden hacer que el sistema cambie a un estado suprimido para el antígeno, mientras que dosis intermedias pueden provocar la inducción de inmunidad.

## I-J, la paradoja de I-J y una resolución de la paradoja de I-J
La teoría explica la capacidad de las células T para desempeñar funciones reguladoras tanto para ayudar como para suprimir las respuestas inmunitarias. En 1976 se informó de forma independiente un fenómeno en ratones llamado I-J. Desde la perspectiva de la teoría de redes simétricas, I-J es uno de los fenómenos más importantes en inmunología, mientras que para muchos inmunólogos que no están familiarizados con los detalles de la teoría, I-J "no existe". En la práctica, I-J se define por anticuerpos anti-I-J, que se producen cuando ratones de ciertas cepas se inmunizan con tejido de ciertas otras cepas. Se pudo encontrar que I-J se mapeaba dentro del Complejo Mayor de Histocompatibilidad (MHC, del inglés Major Histocompatibility Complex), pero no se pudo encontrar ningún gen en el sitio donde I-J había sido mapeado en numerosos experimentos. La ausencia de gen o genes I-J dentro del MHC en el lugar donde se había cartografiado I-J se conoció como la "paradoja I-J". Esta paradoja dio como resultado que las células T reguladoras y los tabs, que expresan determinantes de I-J, cayeran en desgracia, junto con la teoría de redes simétricas, que se basa en la existencia de tabs. Mientras tanto, sin embargo, se ha demostrado que la paradoja de I-J puede resolverse en el contexto de la teoría de redes simétricas.
La resolución de la paradoja de I-J implica un proceso de selección mutua (o "co-selección") de células T reguladoras y células T auxiliares, lo que significa que (a) se seleccionan aquellas células T reguladoras que tienen regiones V con complementariedad con tantas células auxiliares Los linfocitos T como sea posible, y (b) los linfocitos T auxiliares se seleccionan no solo sobre la base de sus regiones V que tienen cierta afinidad por el MHC de clase II, sino también sobre la base de las regiones V que tienen cierta afinidad por el linfocito T regulador seleccionado V regiones. Las células T auxiliares y las células T reguladoras que se seleccionan conjuntamente son entonces una construcción que se estabiliza mutuamente, y para un genoma de ratón dado, puede existir más de un conjunto de estabilización mutua. Esta resolución de la paradoja de I-J conduce a algunas predicciones comprobables.
Sin embargo, considerando la importancia de la determinación de I-J para la teoría, la solución de la paradoja de I-J todavía está sujeta a fuertes críticas, por ejemplo, falsificabilidad.

## Relevancia para comprender la patogenia del VIH
En 1994 se publicó un modelo de red inmunitaria para la patogénesis del VIH en el que se postulaba que las células T específicas del VIH se infectan preferentemente. La publicación de este artículo fue seguida en 2002 con la publicación de un artículo titulado "El VIH infecta preferentemente las células T CD4 + específicas del VIH".
Según la teoría de la red inmunitaria, la principal causa de progresión al SIDA después de la infección por VIH no es la destrucción directa de las células T colaboradoras infectadas por el virus. Tras una infección por VIH que logra establecerse, existe una interacción compleja entre el virus VIH, las células T auxiliares que infecta y las células T reguladoras. Estas tres cuasiespecies se aplican una presión selectiva entre sí y coevolucionan de tal manera que los epítopos virales finalmente imitan las regiones V de la población principal de células T reguladoras. Una vez que esto sucede, los anticuerpos anti-VIH pueden unirse y matar a la mayoría de la población de células T reguladoras del huésped. Esto da como resultado la desregulación del sistema inmunológico y, finalmente, otras reacciones anti-propias, incluso contra la población de células T colaboradoras. En ese momento, el sistema inmunológico adaptativo está completamente comprometido y sobreviene el SIDA. Por tanto, en este modelo, la aparición del SIDA es principalmente una reacción autoinmune desencadenada por la reacción cruzada de anticuerpos anti-VIH con células T reguladoras. Una vez que se establece esta autoinmunidad inducida, la eliminación del virus del VIH en sí (por ejemplo, a través de HAART) no sería suficiente para restaurar la función inmune adecuada. La coevolución de las cuasiespecies mencionadas anteriormente tomará un tiempo variable dependiendo de las condiciones iniciales en el momento de la infección (es decir, los epítopos de la primera infección y el estado estable de la población de células inmunitarias del huésped), lo que explicaría por qué existe un período variable, que difiere mucho entre pacientes individuales, entre la infección por VIH y la aparición del SIDA. También sugiere que es poco probable que las vacunas convencionales tengan éxito, ya que no evitarían la reacción autoinmune. De hecho, estas vacunas pueden causar más daño en ciertos casos, ya que si la infección original proviene de una fuente con una infección "madura", esos viriones tendrán una alta afinidad por las células T auxiliares anti-VIH y, por lo tanto, aumentarán la población anti-VIH a través de la vacunación solo sirve para proporcionar al virus objetivos más fáciles.

## Un concepto de vacuna contra el VIH basado en la teoría de la red inmunitaria
Se ha descrito un concepto hipotético de vacuna contra el VIH basado en la teoría de la red inmunitaria. El concepto de vacuna se basó en una resolución de la teoría de redes de la paradoja de Oudin-Cazenave. Este es un fenómeno que no tiene sentido en el contexto de la selección clonal, sin tener en cuenta las interacciones de red idiotípicas. El concepto de vacuna comprendía complejos de un anticuerpo anti-VIH y un antígeno del VIH, y fue diseñado para inducir la producción de anticuerpos anti-VIH ampliamente neutralizantes. Un anticuerpo anti-VIH adecuado previsto para su uso en esta vacuna es el anticuerpo monoclonal 1F7, que fue descubierto por Sybille Muller y Heinz Kohler. Este anticuerpo monoclonal se une a los seis anticuerpos anti-VIH ampliamente neutralizantes bien caracterizados.

## Una vacuna más general basada en la teoría de la red inmunitaria
Reginald Gorczynski y Geoffrey Hoffmann han descrito un concepto de vacuna basado en una extensión más reciente de la teoría de la red inmunitaria y también basado en muchos más datos. La vacuna típicamente involucra tres sistemas inmunes, A, B y C que pueden combinarse para crear un sistema inmunológico excepcionalmente fuerte en un vertebrado tratado C. En modelos de ratón, la vacuna ha demostrado ser eficaz en la prevención de la enfermedad inflamatoria intestinal; la prevención del crecimiento tumoral y la prevención de metástasis en un cáncer de mama trasplantable; y en el tratamiento de una alergia. El sistema inmunológico de C es estimulado por una combinación de anticuerpos A anti-B (específicos de antígeno) y B anti-anti-B (antiidiotípicos). El primero estimula las células T anti-anti-B y el segundo estimula las células T anti-B dentro de C. La selección mutua ("co-selección") de las células T anti-B y anti-B lleva el sistema a un nuevo estado estacionario estable en el que hay niveles elevados de estas dos poblaciones de células T. Se cree que un vertebrado C no tratado con autoantígenos denominados C tiene un eje unidimensional de linfocitos que se define por la co-selección de linfocitos anti-C y anti-anti-C. El vertebrado C tratado tiene un sistema bidimensional de linfocitos definido por co-selección de linfocitos tanto anti-C como anti-anti-C y co-selección de linfocitos anti-B y anti-anti-B. Los experimentos indican que el sistema bidimensional es más estable que el sistema unidimensional.

## Restricción MHC de interacciones VV en IgG sérica
La IgG de ratones con un conjunto dado de genes MHC se une rápida y específicamente en un ensayo ELISA a IgG de ratones con el mismo MHC, pero no a IgG de ratones con diferentes genes MHC. Un modelo de red idiotípico basado en la co-selección proporciona una explicación para este fenómeno. En el modelo, las moléculas de IgG se seleccionan para que tengan especificidad tanto anti-anti (auto MHC clase II) como anti-anti-anti (auto MHC clase II) y, por lo tanto, tengan una autounión restringida por MHC.

## Otras lecturas
- G. W. Hoffmann (2010). "An improved version of the symmetrical immune network theory". arXiv:1004.5107 [nlin.AO].
- Parisi G (1990). «A simple model for the immune network». Proc. Natl. Acad. Sci. USA 87 (1): 429-433. Bibcode:1990PNAS...87..429P. PMC 53277. PMID 2296597. doi:10.1073/pnas.87.1.429.
- A. Osterhaus; F. Uytdehaag, eds. (1990). Idiotype Networks in Biology and Medicine. Elsevier Science Publishers B.V. pp. 310. ISBN 978-0-444-81343-5.
- Cohen, I. Bernard; Atlan, Henri; Cohen, Irun R. (1989). Theories of immune networks. Berlin: Springer-Verlag. ISBN 978-0-387-51678-3.

- Datos: Q6005434